# Должанская-Капитальная
Ша́хта «Должа́нская-Капита́льная» — угледобывающее предприятие в городе Свердловск Луганской области, (Украина), входит в ООО "ДТЭК" «Свердловантрацит». Официальное название ОП "Шахта «Должанская-Капитальная».

## История
Шахта была открыта в 1981 году, добывает уголь марки А. Проектная мощность — 3 700 млн тонн в год.

## Характеристики
Среднесуточная добыча в начале работы шахты, в 1982—1983 годах составляла 7614-9600 тонн в сутки. В дальнейшем произошёл спад производства до 430 тысяч тонн за 1997 год. С 1998 года была нарощена добыча: в 2000 году — 1 млн тонн, в 2003 — 2,27 млн тонн.
Используются новые технологические решения — комплексы КД-80, КД-90, 2КД-90. Промышленные запасы на 01.01.2003 составляли 95 млн тонн.
В строительстве шахты принимал участие Герой Социалистического Труда Н.И. Коротеев.